# Ruben Schelbert
Ruben Schelbert (* 11. Dezember 1988 in Muotathal) ist ein Schweizer Handballspieler, der zumeist auf Rückraum links eingesetzt wird.
Der 1,95 m große und 92 kg schwere Rechtshänder begann mit dem Handballspiel in seiner Heimatstadt beim KTV Muotathal. Dort spielte er in der 1. Liga und der Nationalliga B bis 2007. Anschließend verpflichteten ihn die Kadetten Schaffhausen, die ihm in der NLB beim Nachwuchsteam SG Kadetten GS Schaffhausen Spielpraxis gaben sowie an den Erstligisten Grasshopper Club Zürich ausliehen. 2009 nahm ihn der RTV 1879 Basel unter Vertrag. Zur Saison 2011/12 wechselte er zu den Kadetten Schaffhausen, mit denen er auch gleich die Meisterschaft feiern konnte. International erreichte er mit Schaffhausen das Achtelfinale in der EHF Champions League 2011/12. Im Februar 2013 riss ihm das vordere, rechte Kreuzband, weshalb er in der Saison 2013/14 noch nicht zum Einsatz kam. 2014 und 2015 gewann er die Schweizer Meisterschaft sowie 2014 den SHV-Cup.
In der Schweizer Nationalmannschaft debütierte Schelbert am 2. Januar 2010 gegen Großbritannien und bestritt bisher 29 Länderspiele, in denen er 15 Tore erzielte. (Stand: 6. März 2014)

## Statistik
| Saison    | Liga | Verein                  | Tore | Spiele | Ø   |
| --------- | ---- | ----------------------- | ---- | ------ | --- |
| 2007/08   | NLA  | Grasshopper Club Zürich | 075  | 30     | 2,5 |
| 2008/09   | NLA  | Grasshopper Club Zürich | 073  | 31     | 2,4 |
| 2009/10   | NLA  | RTV 1879 Basel          | 091  | 31     | 2,9 |
| 2010/11   | NLA  | RTV 1879 Basel          | 118  | 31     | 3,8 |
| 2011/12   | NLA  | Kadetten Schaffhausen   | 400  | 42     | 0,9 |
| 2012/13   | NLA  | Kadetten Schaffhausen   | 270  | 18     | 1,6 |
| 2013/14*  | NLA  | Kadetten Schaffhausen   | 0    | 0      | 0,0 |
| 2007–2014 | NLA  | Gesamt                  | 414  | 183    | 2,6 |

Anmerk.: Saison 2013/14 läuft noch.